# Complex Central Egara
El Complex Central de la Policia de la Generalitat Mossos d'Esquadra és el quarter general de la Policia de la Generalitat - Mossos d'Esquadra. Com a seu central de la policia catalana és la base de les unitats, àrees i divisions centrals del cos, així com de les tres comissaries generals que depenen de la Subdirecció Operativa de la Policia. Té totes aquelles instal·lacions i tots aquells equipaments necessaris perquè hi treballin les unitats més especialitzades del cos. Els agents que hi són instal·lats actuen en l'àmbit de tot Catalunya o es desplacen des d'aquí a aquell territori que els necessiti.

## Instal·lacions
El Complex Central està situat al municipi de Sabadell però fora del seu nucli urbà, al costat de la N-150 a mig camí de Terrassa. S'hi arriba a través d'aquesta carretera, per on hi passa la línia d'autobusos entre ambdós nuclis urbans. La seva situació a prop de les vies més importants del país afavoreix que els seus efectius puguin desplaçar-se amb rapidesa a qualsevol regió.
El componen quatre edificis, anomenats A, B, C i D, que allotgen les 2.000 persones que treballen als serveis centrals del cos. Un d'aquests edificis està destinat a l'espai comú dels diversos agents del Complex Central: sales d'esport, gimnàs, poliesportiu, menjador, aules de formació i pràctiques, sala d'actes, biblioteca... Els diversos laboratoris de la Divisió de Policia Científica també són al Complex Central. Als semisoterranis dels edificis s'hi troben els arxius generals, la galeria de tir, els vestidors i l'accés a la piscina coberta on s'entrena la Unitat Subaquàtica. Als soterranis hi ha el pàrquing per a un parc mòbil de 550 vehicles. A l'exterior destaquen dues construccions separades: un heliport i els allotjaments dels gossos que treballen a la Unitat Canina.
Les inversions per edificar-lo i habilitar-lo foren de 96 milions d'euros. Sobre una superfície de 43.000 m² s'hi aixequen 84.385 m² construïts.

## Organismes policials que hi són destinats
Com a seu central de la policia catalana hi són destinats aquells organismes del cos no territorialitzats, els serveis dels quals o bé es fan a nivell de tot Catalunya o bé són de suport puntual al territori que els necessiti. També s'hi troba el màxim comandament policial del cos: el Subdirector Operatiu de la Policia.
De la Comissaria General Territorial hi ha destinats només els organismes centrals: La Divisió Tècnica de Seguretat Ciutadana (a la qual hi pertanyen l'Àrea Central de Policia Administrativa i l'Àrea Tècnica de Proximitat i Seguretat Ciutadana), la Divisió de Trànsit (a la qual hi pertanyen l'Àrea Central d'Investigació d'Accidents i l'Àrea Central de Circulació i Transport), l'Oficina de Suport de la CGTER, i la unitat del sector de trànsit de Sabadell/Terrassa. Ocupen 6.064 m². També s'hi troba el cap i el sotscap de la CGTER.
La Comissaria General d'Investigació Criminal hi està destinada al complet: La Divisió de Policia Científica (amb l'Àrea Central de Criminalística i l'Àrea Central d'Identificació), la Divisió d'Investigació Criminal (Àrea Central de Crim Organitzat, Àrea Central d'Investigació - Persones i Àrea Central d'Investigació - Patrimoni). També hi són les tres àrees que depenen directament d'aquesta comissaria: l'Àrea Tècnica d'Investigació, l'Àrea Central d'Anàlisi de la Criminalitat i l'Àrea Central de Mitjans Tècnics i Suport Operatiu; així com l'Oficina de Suport de la CGIC. Tots aquests organismes ocupen 10.360 m². Naturalment també s'hi troben el cap i el sotscap de la CGIC.
La tercera comissaria general instal·lada al Complex Central és tota la Comissaria General de Recursos Operatius, la qual inclou: La Divisió de Suport Operatiu (amb l'Àrea TEDAX, l'Àrea Penitenciària i la més variada de totes: l'Àrea Central de Suport Operatiu), la Divisió d'Intervenció (amb l'Àrea del Grup Especial d'Intervenció i l'Àrea de Brigada Mòbil), i les dues àrees que en depenen directament: L'Àrea d'Escortes i l'Àrea Tècnica de Planificació i Dispositius; així com l'Oficina de Suport de la CGRO. Ocupen un total de 3.397 m² També hi ha el cap i el sotscap de la CGRO.
Per acabar, la de Divisió d'Informació també té les seves instal·lacions al Complex Central.